# Championnat de Turquie de football 1974-1975
Navigation
Saison précédente Saison suivante
La saison 1974-1975 du Championnat de Turquie de football est la 17e édition de la première division turque, la 1. Turkiye Lig. Les 16 équipes sont regroupées au sein d'une poule unique, où chaque équipe affronte tous les adversaires de sa poule 2 fois, à domicile et à l'extérieur.
C'est le Fenerbahce SK, tenant du titre, qui termine en tête du championnat cette année. C'est le 8e titre de champion de son histoire.

## Clubs participants
- Galatasaray
- Giresunspor
- Göztepe Izmir
- Boluspor
- Adana Demirspor
- Eskisehirspor
- Altay SK
- Bursaspor
- Fenerbahce SK
- Besiktas JK
- Ankaragücü
- Samsunspor
- Trabzonspor - Promu de D2
- Zonguldakspor - Promu de D2
- Kayserispor
- Adanaspor AS

## Compétition

### Classement
Le barème de points servant à établir le classement se décompose ainsi :
- Victoire : 2 points
- Match nul : 1 point
- Défaite : 0 point

| Rang | Équipe            | Pts | J  | G  | N  | P  | Bp | Bc | Diff |
| ---- | ----------------- | --- | -- | -- | -- | -- | -- | -- | ---- |
| 1.   | Fenerbahçe SK (T) | 43  | 30 | 15 | 13 | 2  | 43 | 18 | +25  |
| 2.   | Galatasaray SK    | 38  | 30 | 16 | 6  | 8  | 36 | 14 | +22  |
| 3.   | Eskisehirspor     | 35  | 30 | 11 | 13 | 6  | 27 | 19 | +8   |
| 4.   | Adanaspor AS      | 33  | 30 | 12 | 9  | 9  | 38 | 25 | +13  |
| 5.   | Beşiktaş JK (C)   | 33  | 30 | 11 | 11 | 8  | 29 | 24 | +5   |
| 6.   | MKE Ankaragücü    | 32  | 30 | 8  | 16 | 6  | 26 | 23 | +3   |
| 7.   | Altay Izmir       | 31  | 30 | 9  | 13 | 8  | 27 | 28 | -1   |
| 8.   | Adana Demirspor   | 30  | 30 | 8  | 14 | 8  | 29 | 27 | +2   |
| 9.   | Trabzonspor (P)   | 30  | 30 | 9  | 12 | 9  | 19 | 17 | +2   |
| 10.  | Boluspor          | 29  | 30 | 10 | 9  | 11 | 29 | 35 | -6   |
| 11.  | Zonguldakspor (P) | 27  | 30 | 9  | 9  | 12 | 27 | 34 | -7   |
| 12.  | Giresunspor       | 25  | 30 | 6  | 13 | 11 | 30 | 35 | -5   |
| 13.  | Bursaspor         | 25  | 30 | 6  | 13 | 11 | 20 | 27 | -7   |
| 14.  | Göztepe Izmir     | 25  | 30 | 4  | 17 | 9  | 23 | 37 | -14  |
| 15.  | Samsunspor        | 24  | 30 | 7  | 10 | 13 | 24 | 31 | -7   |
| 16.  | Kayserispor       | 20  | 30 | 4  | 12 | 14 | 15 | 38 | -23  |

|  | Qualifié pour la Coupe des clubs champions 1975-1976 |
|  | Qualifié pour la Coupe des Coupes 1975-1976          |
|  | Qualifié pour la Coupe UEFA 1975-1976                |
|  | Relégation en 2. Lig                                 |

## Bilan de la saison
| Tableau d'Honneur                  |               |
| Compétition                        | Vainqueur     |
| Championnat de Turquie de football | Fenerbahce SK |
| Coupe de Turquie                   | Besiktas JK   |

| Qualifications européennes                    |                              |
| Coupe des clubs champions européens 1975-1976 | Qualifié                     |
| Premier tour                                  | Fenerbahce SK                |
| Coupe des Coupes 1975-1976                    | Qualifié                     |
| Premier tour                                  | Besiktas JK                  |
| Coupe UEFA 1975-1976                          | Qualifié                     |
| Premier tour                                  | Galatasaray SK Eskisehirspor |

| Promotion et relégation |                        |
| Relégués en 2e division | Samsunspor Kayserispor |
| Promus en Super Lig     | Orduspor Balıkesirspor |